# Sriednieuralsk
Sriednieuralsk (ros. Среднеуральск) – miasto (od 1966) w Federacji Rosyjskiej, w obwodzie swierdłowskim, w okręgu miejskim Wierchniaja Pyszma. Do roku 1996 organizacyjnie podporządkowane Wierchniej Pyszmie, obecnie samodzielny organizm miejski.
W 2005 roku liczyło 19,6 tys. mieszkańców.
Położone nad brzegami jeziora Iset, w odległości 25 km od Jekaterynburga i 8 km Wierchniej Pyszmy.